# Musafir
Musafir (urdu مسافر, hindi मुसाफ़िर, tłumaczenie: Podróżny) – bollywoodzki thriller zrealizowany w 2004 roku przez Sanjaya Guptę, autora Hamesha, Zinda i Kaante. W rolach głównych Anil Kapoor, Sanjay Dutt i Sameera Reddy. Tematem filmu jest pogoń za pieniędzmi zdobywanymi za cenę krwi, a także zdrada i pragnienie bliskości, znalezienia w kimś oparcia mimo nieufności.
Film wzbudził kontrowersje z powodu zmysłowości scen (pocałunków między Anilem Kapoorem i Sameerą Reddy).

## Linia przewodnia
Krew. Pieniądze. Seks. Łzy. Morderstwo. Zdrada. („Blood. Money. Sex. Tears. Murder. Betrayal”).

## Fabuła
Oszust Lucky (Anil Kapoor) nie ma szczęścia. Zdecydował się na ostatni w życiu skok, który ma mu zapewnić wycofanie się z niebezpiecznego „zawodu” i życie w dobrobycie z Larą. Nieświadomie zrabował pieniądze groźnego gangstera Billi (Sanjay Dutt). Ten zabiwszy jego współpracowników żąda zwrotu pieniędzy, ale Lucky już ich nie ma. Złodziej został sam okradziony. Przez... Larę. Billa daje mu szansę na odzyskanie pieniędzy. Wysyła go na Goa. Ostrzega go, że umrze, jeśli wróci z pustymi rękoma. Lucky przejąwszy pieniądze dla gangu, spotyka piękną Sam. Niedawno zdradzony znów ulega fascynacji kobietą. Mimo że jak mówi, żyje „w świecie, w którym się nie obejmuje ludzi, tylko podrzyna im gardła”, próbuje kolejny raz komuś zaufać.

## MotywyBollywoodu
- Lucky dostaje od Billi zlecenia zdobycia pieniędzy na Goa. Tu urzeka go obnażone ciało tatuowanej właśnie Sam. Wśród palm nad morzem przygląda się, jak ona tańczy. Ściga złodzieja uliczkami miasta pełnego białych kościołów. Patrzy na pieniądze rozsypujące się w dokach portu. Goa ze względu na 500 lat wpływów portugalskich kulturowo związane z chrześcijaństwem jest tłem także innych filmów bollywoodzkich m.in. Akele Hum Akele Tum, Duma i uprzedzenie, Dhoom, Dil Chahta Hai, Namiętność, Kabhi Haan Kabhi Naa, My Brother… Nikhil, Shabd (film), King Uncle, Honeymoon Travels Pvt. Ltd., Zeher, czy Home Delivery: Aapko... Ghar Tak.
- Billa bawi się trzymanymi na muszce Lucky i gliną Tigerem. Każe im iść z zawiązanymi oczyma w kierunku nadjeżdżającego pociągu. Motyw nadjeżdżającego pociągu też m.in. w – Ghulam, Vaada, Taxi Number 9211.
- Billa bawi się rozmowach pełnych gróźb nawiązując do filmów. Darowując życie Lucky, żartuje o błędzie bandyty Gabbara z Sholay, który za zabranie bohaterowi tylko ramion zamiast życia zapłacił śmiercią. Darowując życie synowi tylko co zamordowanego przez siebie mężczyzny, żartuje, że pobawi się z chłopcem za 20 lat, kiedy ten przyjdzie pomścić ojca. Wspomina Zanjeer, w którym grany przez Amitabh Bachchana bohater mści się za śmierć ojca.

## Obsada
- Anil Kapoor – Lucky
- Sanjay Dutt – Billa
- Sameera Reddy – Sam
- Koena Mitra – Lara
- Mahesh Manjrekar – Lukka
- Aditya Pancholi – Inspektor Tiger
- Shakti Kapoor – Whacko Jacko

## Muzyka
Autorami muzyki są Anand Raj Anand i Vishal-Shekhar. Piosenki:
1. Door Se Paas
2. Ek Dil Ne
3. Ishq Kabhi Kario Na (Female)
4. Ishq Kabhi Kario Na (Male)
5. Ishq Saumunder
6. Mahi Ve
7. Phir Na Kehna
8. Rabba
9. Rabba (Techno)

## Ciekawostki
- Priyance Chopra zaproponowano pierwszej rolę Sam zagranej przez Sameera Readdy. Odmówiła ze względu na zuchwałość tej postaci.
- To remake filmu z 1997 „U-Turn” (Jennifer Lopez i Sean Pennem).